# Modliborzyce (Sainte-Croix)
Pour les articles homonymes, voir Modliborzyce.
Modliborzyce est une localité polonaise de la gmina de Baćkowice, située dans le powiat d'Opatów en voïvodie de Sainte-Croix.